# إنريكو لاكروز
إنريكو لاكروز (بالهولندية: Enrico Lacruz)‏ (مواليد 31 أغسطس 1993) هو ملاكم هولندي، مثّل بلاده في الألعاب الأولمبية الصيفية 2016.

## روابط خارجية
إنريكو لاكروز على موقع بوكس ريك (الإنجليزية) (registration required)
- إنريكو لاكروز على موقع اللجنة الأولمبية الدولية (الإنجليزية)
- إنريكو لاكروز على موقع أوليمبيديا (الإنجليزية)
- إنريكو لاكروز على موقع تيم أن.أل (الهولندية)